# Antarctodolops
Antarctodolops — викопний рід полідолопіморфових метатерій. Мешкав на острові Сеймур в Антарктиді в еоцені. Було знайдено два види Antarctodolops dailyi і Antarctodolops mesetaense. Ці види були різних розмірів, причому A. mesetaense був більшим.